# Joan Semmel
Joan Semmel née le 19 octobre 1932, est une peintre et écrivaine[Information douteuse] féministe américaine. À travers ses peintures réalistes, elle remet en cause le regard patriarcal sur le corps des femmes objectifiées. Elle interroge le désir féminin, le consentement et la sexualité dans une perspective féministe.

## Formation et engagement politique
Joan Semmel est née à New York. Elle commence sa formation artistique à la Cooper Union, où elle étudie auprès de Nicholas Marsicano. Ensuite, elle étudie avec Morris Kantor à la Art Students League de New York,.
Entre 1963 et 1970, elle réside en Espagne. Son travail évolue vers une peinture gestuelle, dans de grandes compositions de figures au sol, s'inspirant des principaux artistes espagnols. Joan Semmel revient à New York en 1970. Elle est choquée par le nombre d'images sexualisées de femmes qu'elle voit dans les kiosques américains. Elle commence à peindre des scènes érotiques dans un style figuratif. Elle obtient un Master of Fine Arts a l'institut Pratt en 1972 en présentant la première série érotique.
En 1975, lors de l’exposition The Year of the Woman au Bronx Museum of the Arts, Joan Semmel fait l'expérience de la censure officiel. Ses œuvres sont jugées « pornographiques » et « antiaméricaines » par la Cour suprême de l’État de New York.
Joan Semmel devient membre du mouvement féministe et de groupes d’art féministes voués à la promotion de l’égalité des sexes dans le monde de l’art. Elle est membre Ad Hoc Committee of Women Artists (en), du Fight Censorship Group (FC), Women in the Arts (WIA) et de la Art Workers Coalition (en). Le Women's Caucus for Art récompense Joan Semmel du prix d'excellence de l'organisation, en 2013.
Lors d'une table ronde de 2015 intitulée La peinture et l'héritage du féminisme à la galerie Maccarone, Joan Semmel déclare : « Je voudrais m'éloigner de la déclaration de base qui explique pourquoi il n'y a pas de grandes artistes femmes. Il y a de grandes femmes artistes. Il y a beaucoup de grandes femmes artistes. Et nous ne devrions plus parler de la raison pour laquelle il n'y a pas de grandes artistes femmes. S'il n'y a pas de femmes artistes célèbres, c'est parce que nous ne les avons pas célébrées, mais pas parce qu'elles ne sont pas là. ».
Depuis 2013, elle est professeure émérite de peinture à l'université Rutgers.

## Oeuvres

### Transparences (2014-en cours)
Son travail le plus récent explore les expériences physiques et psychologiques associées au vieillissement, tout en continuant à être auto-référentiel et à s'impliquer dans ses peintures. Ces méditations sur le physique féminin vieillissant ont une représentation expérimentale qui dépasse le réalisme conventionnel. Ses autoportraits sont doublés, en mouvement et fragmentés, explorant peut-être un état d'être métaphysique et un lien étroit entre le corps et l'esprit. Remettant en cause le regard patriarcal d'un corps de femme nue objectivée, le travail de Joan Semmel trouble les lignes généralement bien délimitées entre l'artiste et le modèle, le spectateur et le sujet.

## Expositions
- Changer le regard, Musée juif, New York, 2010[15]
- Nus, Alexander Gray Associates, 2011[16].
- Joan Semmel, Sur cinq décennies, du 2 avril au 16 mai 2015[17].
- Scènes de la collection, The Jewish Museum, New York, 2018[18]

### Rétrospective
Joan Semmel a 89 ans quand se tient la première rétrospective de son œuvre, Skin in the Game, du 28 octobre 2021 au 3 avril 2022 à la Pennsylvania Academy of the Fine Arts,.

## Prix et récompenses
- Women's Lifetime Achievement Award du Caucus des femmes (2013)[21]
- Prix Anonymous Was A Woman (2007)[22].
- Richard Subvention du Florsheim Art Fund (1996)[23].
- Distinguished Alumnus Award, Cooper Union (1985)[24],[25]